# Valle Subequana
La Valle Subequana è una valle interna dell'Abruzzo che si estende ad un'altitudine media di 600 m s.l.m. tra il gruppo montuoso del Sirente e il fiume Aterno, all'interno del Parco naturale regionale Sirente-Velino.
Anticamente chiamata Ruris super æquor («terre oltre la piana»), probabilmente in riferimento alla differenza di quota con la sottostante conca peligna
― da cui il toponimo Superaequum che in età romana indicò una delle tre porzioni del territorio dei Peligni ―, comprende i comuni di Castel di Ieri, Castelvecchio Subequo, Gagliano Aterno, Goriano Sicoli, Molina Aterno e Secinaro, in provincia dell'Aquila.

## Geografia fisica
La Valle Subequana è un territorio prevalentemente collinare, delimitato a nord-est dalla valle dell'Aterno, a sud-est dalla conca peligna e ad ovest dal gruppo montuoso del Sirente che la separa dai confinanti altipiani delle Rocche e del Fucino; si congiunge alla Marsica, a sud-est, attraverso Forca Caruso (1 017 m s.l.m.), storico valico della via Tiburtina Valeria che collega Roma con il mare Adriatico.

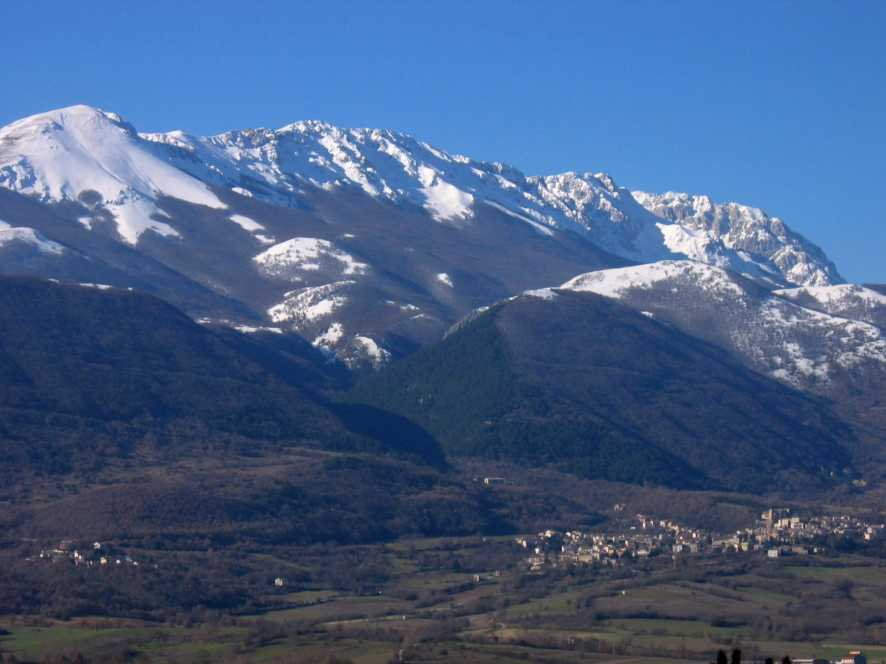
Il monte Sirente visto dalla valle.

Si sviluppa ad un'altitudine variabile tra i 450 m del fiume Aterno, in corrispondenza del passaggio nel centro di Molina Aterno, e i 2 349 m del monte Sirente, facente parte dell'omonimo gruppo montuoso afferente al massiccio del Sirente-Velino; altre vette rilevanti sono quelle di Punta Macerola (2 258 m), San Nicola (2 012 m) e Canale (2 207 m). Sul lato nord-orientale della valle, il confine con l'altopiano di Navelli è segnato dai prodromi del Gran Sasso d'Italia mentre a sud-ovest il monte Urano (1 200 m s.l.m.) separa il territorio subequano dalle gole di San Venanzio e dalla valle Peligna.
A nord-ovest di Secinaro si estende un sistema di piccoli altipiani, denominati Prati del Sirente, e caratterizzati dalla presenza del Cratere del Sirente, un piccolo lago stagionale la cui origine, probabilmente meteoritica, è oggetto di studi. Nonostante i limiti del territorio subequano siano ben definiti, storicamente e geograficamente, il toponimo Valle Subequana è anche utilizzato impropriamente per indicare l'intera valle dell'Aterno dall'Aquila fino a Raiano.

## Storia
I primi insediamenti nella Valle Subequana si attestano al paleolitico superiore e, successivamente, all'età del rame e del ferro, come testimoniato dalla dai numerosi reperti archeologici rinvenuti nell'area ed oggi conservati in gran parte al museo nazionale d'Abruzzo all'Aquila.

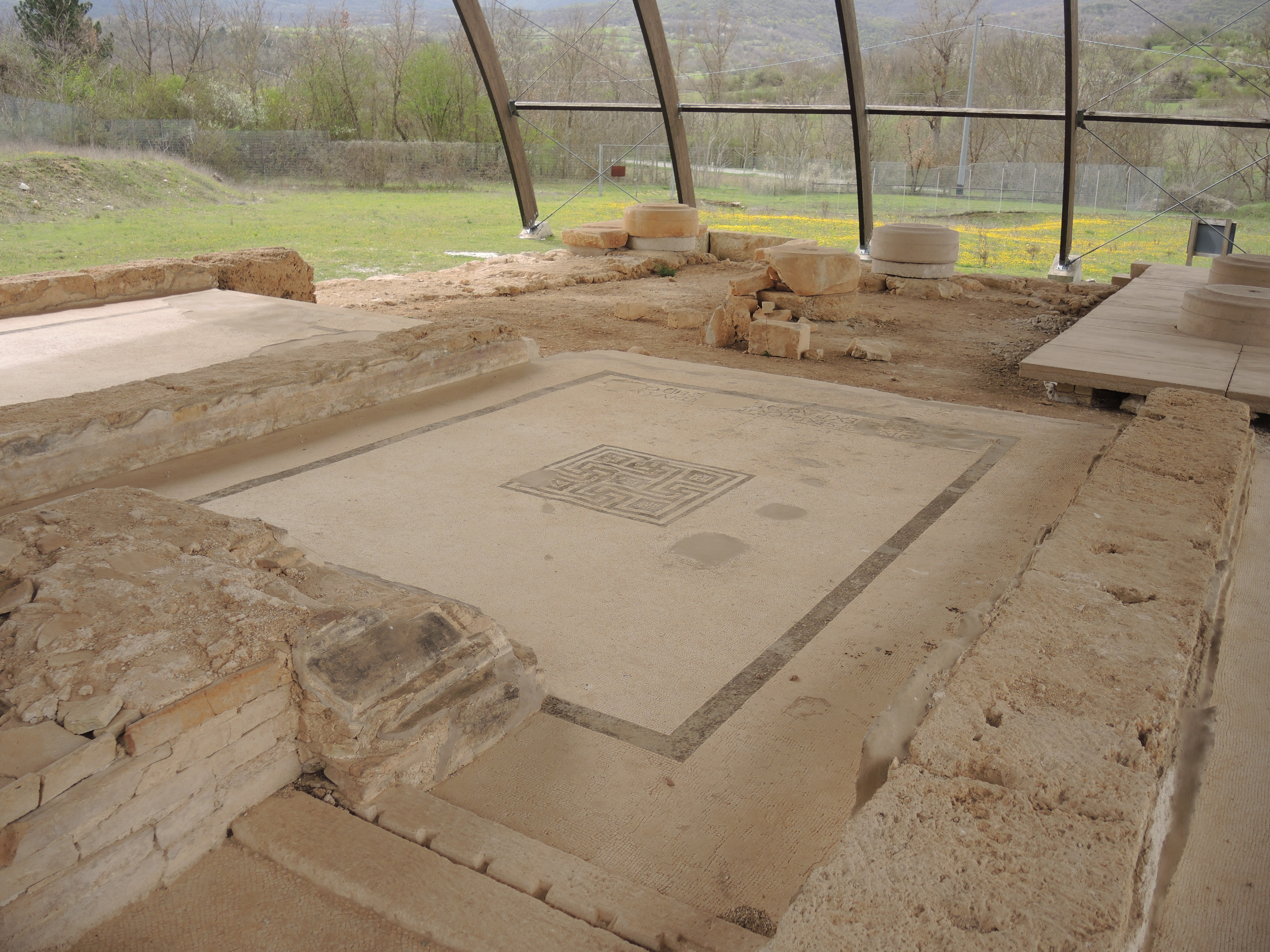
Il tempio italico di Castel di Ieri.

È tuttavia in età italica che si assiste ad un rapido sviluppo dell'area, posta in posizione strategica sulla direttrice, derivante dal commercio del sale, che univa il medio Tirreno al medio Adriatico, nonché baricentrica rispetto alle altre valli dell'Abruzzo, ossia la valle dell'Aterno, la valle Peligna e l'altopiano del Fucino. Preziosa testimonianza di quest'epoca sono la necropoli de Le Castagne ― situata in località Colle Cipolla, in prossimità dell'importante valico di Forca Caruso, punto di passaggio per il collegamento con la Marsica ― dal cui studio si è ipotizzato un modello insediativo di tipo verticale, ricorrente nell'area appenninica, e che ha dato luogo al fenomeno della transumanza.
La valle era ricompresa nel territorio dei Peligni, popolo italico di origine osco-umbra, forse discendente dai Sabini e, di conseguenza, penetrato in Abruzzo dal valico di Interocrium (Antrodoco). Questi entrarono in conflitto con la civiltà romana una prima volta nel 325 a.C., durante la seconda guerra sannitica. 
A partire dal II secolo a.C. cominciò il processo di romanizzazione dell'area che scatenò, nel I secolo a.C. la guerra sociale; in quest'occasione, la lega dei popoli italici ebbe il suo centro presso Corfinium (Corfinio), proprio a ridosso della Valle Subequana. Nonostante la sconfitta, i peligni furono successivamente ricompresi nella Lex Iulia de civitate che gli concesse la cittadinanza romana.

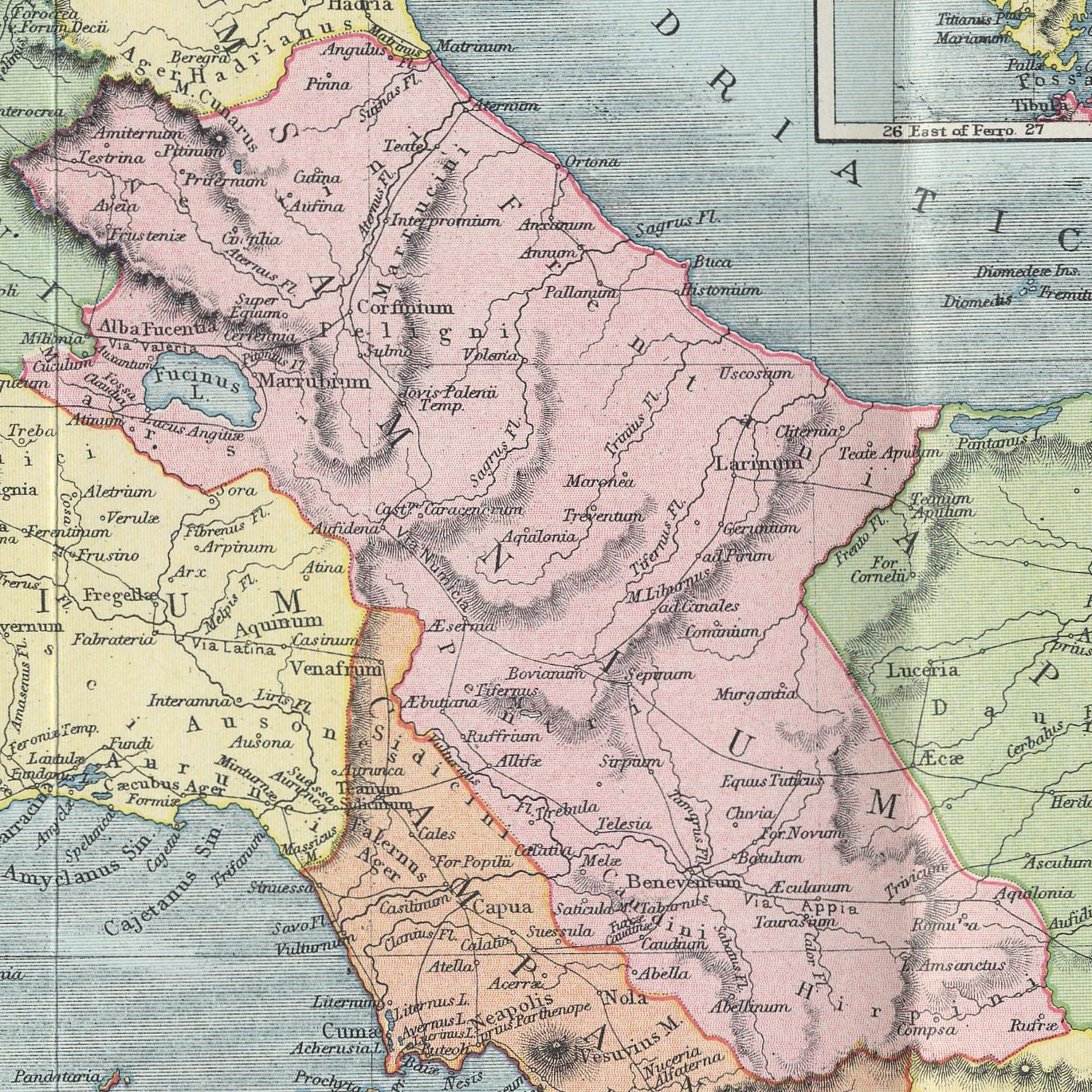
Una mappa del Regio IV Samnium di età augustea: si individua, all'interno dell'area, il centro di Superaequum.

In età romana, l'area d'influenza peligna aveva come capitale Sulmo (Sulmona) ed era suddivisa in tre parti («pars me Sulmo tenet Paeligni tertia ruris», scriveva Ovidio), di cui una riconducibile alla Valle Subequana. La locuzione latina Ruris super æquor, derivante da Plinio il Vecchio, viene convenzionalmente tradotta con «terre oltre la piana», da intendersi come il territorio posto ad una quota superiore alla confinante conca Peligna; altri studiosi, come l'archeologo Antonio De Nino, ritengono che invece il toponimo si riferisca alle «terre oltre il territorio degli Equi», altro popolo italico stanziato nella Marsica occidentale.
La Valle Subequana fu in seguito ricompresa nella Regio IV Samnium; Superaequum ne fu importante municipium sebbene la sua esatta ubicazione sia oggetto di studi sin dal XVI secolo; viene convenzionalmente localizzato alle pendici dell'attuale Castelvecchio Subequo, nonostante alcuni studiosi ne ipotizzino la posizione nel territorio di Secinaro. Altri centri importanti dell'area furono la mansio di Statulæ (Goriano Sicoli) e i pagi di Bœdinus (Gagliano Aterno) e Vacellanus (Molina Aterno).
Con la Caduta dell'Impero romano d'Occidente e, a partire dal V secolo, l'invasione dei longobardi, Superaequum entrò in crisi e si assistette ad un repentino abbandono dei villaggi localizzati nella piana, scarsamente difendibili, con conseguente comparsa di nuovi centri incastellati, tra cui Nuffoli (poi Castrum vetus, Castelvecchio Subequo) e Gallianum (Gagliano Aterno). La valle fu assoggettata al Ducato di Spoleto e ricompresa nel gastaldato di Valva.
In età normanna, per volontà del conte Teodino III, finì sotto il controllo dell'abbazia di Farfa. In questo periodo si formarono gli attuali centri urbani della valle che passarono progressivamente sotto la dominazione dei Conti di Celano dando inizio ad un periodo di prosperità.

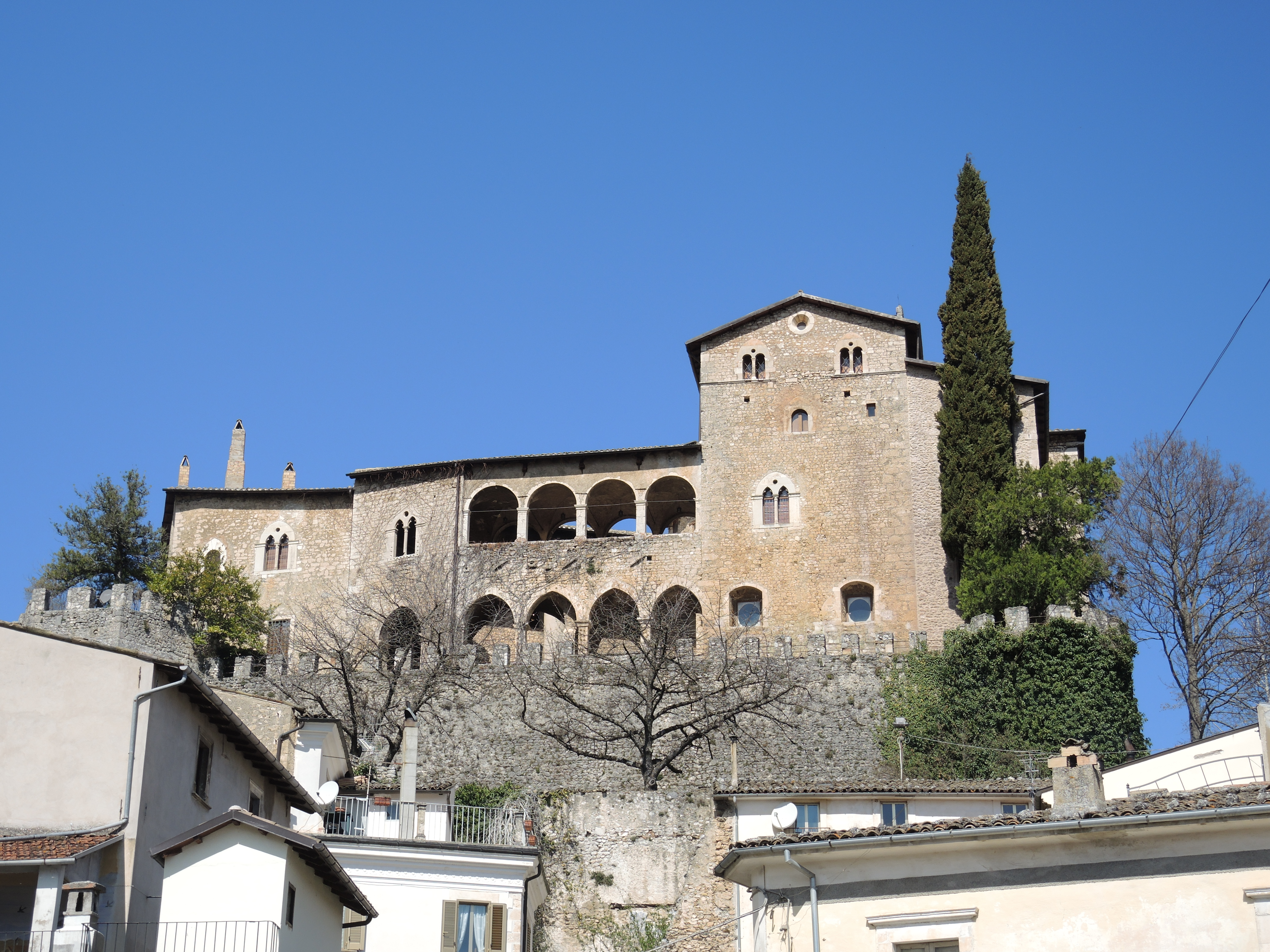
Il castello di Gagliano Aterno.

Nel 1216 la Valle ospitò Francesco d'Assisi, il cui passaggio portò all'edificazione della chiesa di San Francesco a Castrum vetus, consacrato nel 1288; successivamente, nel convento francescano sostò anche Pietro da Morrone ― futuro papa con il nome di Celestino V ― e vi si impiantò una prestigiosa scuola di teologia e filosofia. Nel 1328 la contessa Isabella di Celano fece costruire il castello di Gagliano Aterno, ancora oggi la più importante fortificazione dell'area. Nel XIV secolo, con Lionello Accrocciamuro, fu potenziato il tratturo Celano-Foggia passante per la Valle Subequana, con grande beneficio economico di tutti i centri attraversati. 
Il dominio celanese terminò nel Seicento, in un periodo di forte crisi economica derivante dall'ingente pressione fiscale cui gli spagnoli sottoposero l'Italia meridionale; nei decenni seguenti, i borghi della valle passarono sotto il dominio delle famiglie Piccolomini, Barberini, Colonna e Sciarra. Il terremoto della Maiella del 1706 causò danni in tutta la Valle Subequana, ed in particolare a Castelvecchio Subequo ― dove crollò parzialmente la chiesa di San Francesco ― e Gagliano Aterno. A partire dalla seconda metà del XVIII secolo, tuttavia, si assistette ad una ripresa economica che portò ad una espansione demografica dei centri della valle. 
Con la riorganizzazione del Regno delle Due Sicilie, la Valle Subequana rientrò sotto la giurisdizione del Distretto di Aquila e Castelvecchio Subequo fu eretta a capoluogo del circondario comprendente Acciano, Castel di Ieri, Gagliano Aterno, Goriano Sicoli, Goriano Valli, Molina Aterno e Secinaro. In seguito all'unità d'Italia, l'intero territorio dell'Abruzzo Ulteriore Secondo divenne Provincia dell'Aquila.
Nella seconda metà del XIX secolo, l'area beneficiò del riassetto della Via Tiburtina Valeria e della realizzazione della cosiddetta ferrovia Aquilana tra il capoluogo provinciale e il mar Adriatico. Con lo spostamento a sud della direttrice trasversale ― dapprima con la realizzazione della ferrovia Roma-Pescara passante per il Fucino e la conca peligna, poi con la costruzione dell'autostrada A25 nella seconda metà del XX secolo ― la Valle Subequana si ritrovò isolata e fu oggetto di un progressivo quanto inesorabile spopolamento.

## Monumenti e luoghi d'interesse

### Architetture religiose

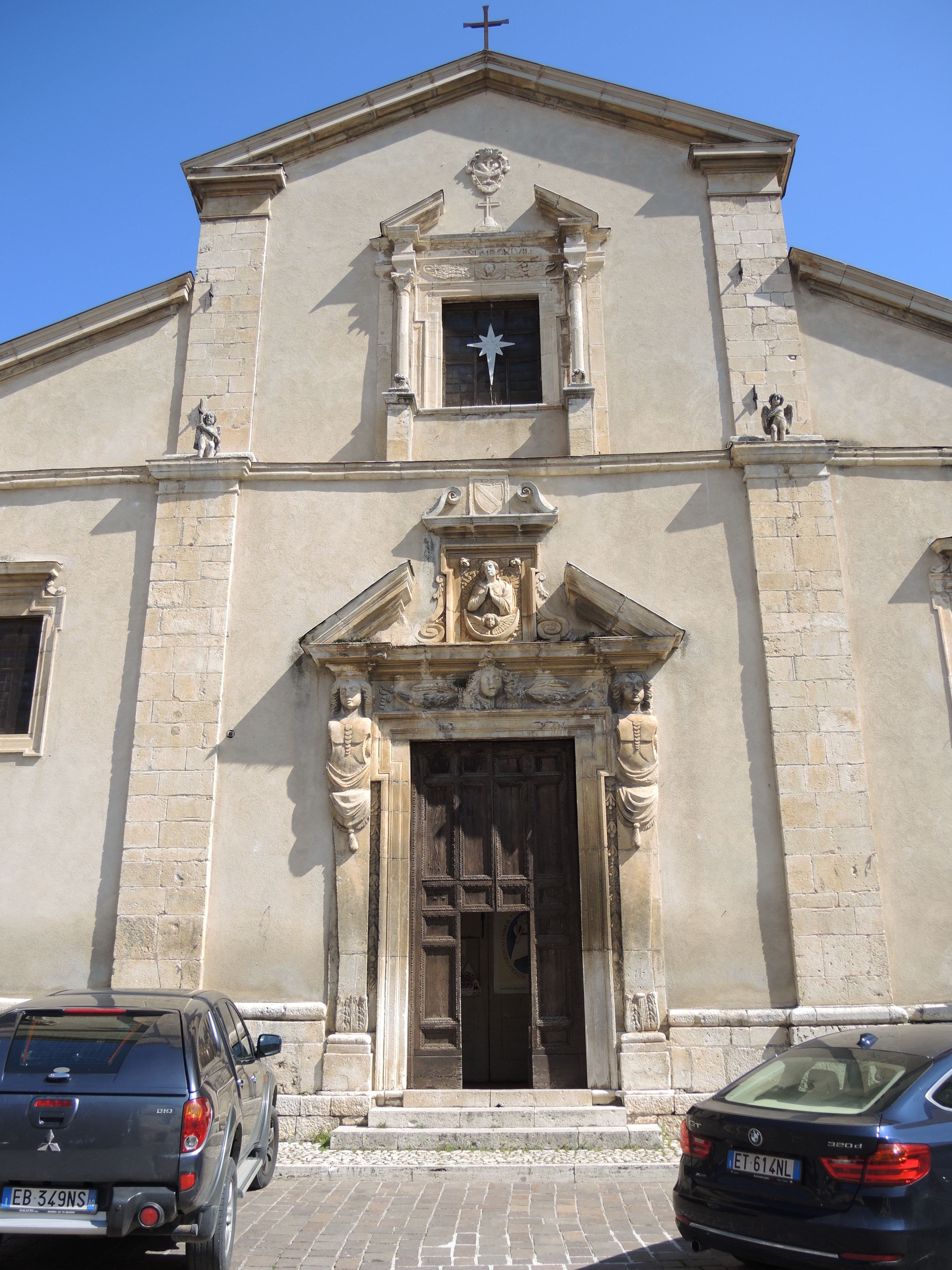
Chiesa e convento di San Francesco a Castelvecchio Subequo

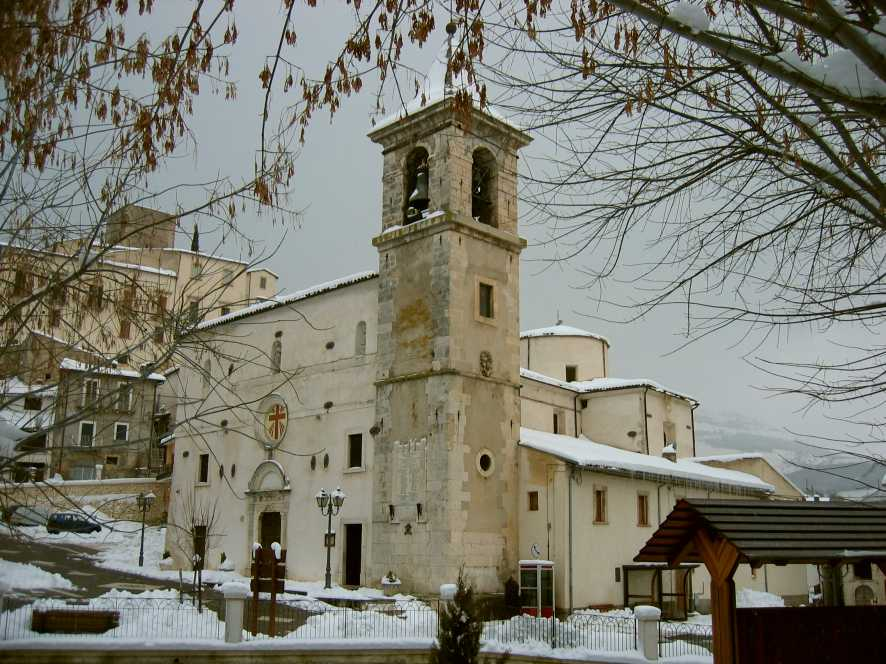
Chiesa di Santa Maria Assunta a Castel di Ieri

- Chiesa e convento di San Francesco a Castelvecchio Subequo
- Chiesa di Santa Gemma a Goriano Sicoli
- Chiesa di Santa Maria Assunta a Castel di Ieri
- Monastero di Santa Chiara a Gagliano Aterno
- Santuario della Madonna di Pietrabona a Castel di Ieri

### Architetture civili
- Fontana medievale a Gagliano Aterno
- Fontana medievale a Goriano Sicoli
- Palazzo Piccolomini a Molina Aterno

### Architetture militari
- Castello di Gagliano Aterno
- Torre medievale a Castel di Ieri

### Aree archeologiche
- Area archeologica di Superaequum a Castelvecchio Subequo
- Necropoli de Le Castagne a Forca Caruso (Castel di Ieri)
- Tempio italico di Castel di Ieri

### Aree naturali
- Monte Sirente
- Prati del Sirente a Secinaro
- Cratere del Sirente a Secinaro

### Musei
- Museo diocesano a Castelvecchio Subequo
- Museo dell'orso a Gagliano Aterno

## Società

### Comuni
La Valle Subequana comprende il territorio di sei comuni della provincia dell'Aquila per un totale di 136,11 km² di estensione e 2 659 abitanti. La densità di popolazione, pari a 19.53 ab./km², lo rende uno dei territori più scarsamente popolati dell'Abruzzo. In seguito all'abbandono della pastorizia ed a causa dell'isolamento infrastrutturale, la valle è stata oggetto di un progressivo spopolamento a partire dalla metà del XX secolo; al 2021 la popolazione residente ammonta a circa un quarto di quella censita un secolo prima, nel 1921, pari a circa 10 000 unità.
Centro principale della valle è riconosciuto essere Castelvecchio Subequo, già capoluogo di circondario tra il 1806 e il 1860.
| Stemma | Comune                | Superficie | Abitanti |
| ------ | --------------------- | ---------- | -------- |
|        | Castel di Ieri        | 18,88 km²  | 296      |
|        | Castelvecchio Subequo | 19,29 km²  | 892      |
|        | Gagliano Aterno       | 32,15 km²  | 253      |
|        | Goriano Sicoli        | 20,24 km²  | 513      |
|        | Molina Aterno         | 12,21 km²  | 378      |
|        | Secinaro              | 33,34 km²  | 327      |
|        |                       | 136,11 km² | 2 659    |

## Economia

### Turismo
Nonostante il considerevole patrimonio storico-culturale della Valle Subequana, il modesto sviluppo della rete di strutture ricettive non ha reso possibile un adeguato sfruttamento dei luoghi a scopo turistico. Il territorio viene pertanto investito solo marginalmente dal flusso di viaggiatori che interessa più direttamente alcune aree limitrofe, come ad esempio l'altopiano delle Rocche e le sue località sciistiche di Campo Felice e Ovindoli.
Nella valle, in particolare lungo la fascia pedemontana del Sirente, viene praticato il trekking. Al fine di incrementare la pratica dell'equitazione, il parco naturale regionale Sirente-Velino ha realizzato un'ippovia. Infine, la presenza di falesie nel territorio di Castelvecchio Subequo ha permesso l'apertura di vie chiodate per l'arrampicata sportiva.

## Infrastrutture e trasporti

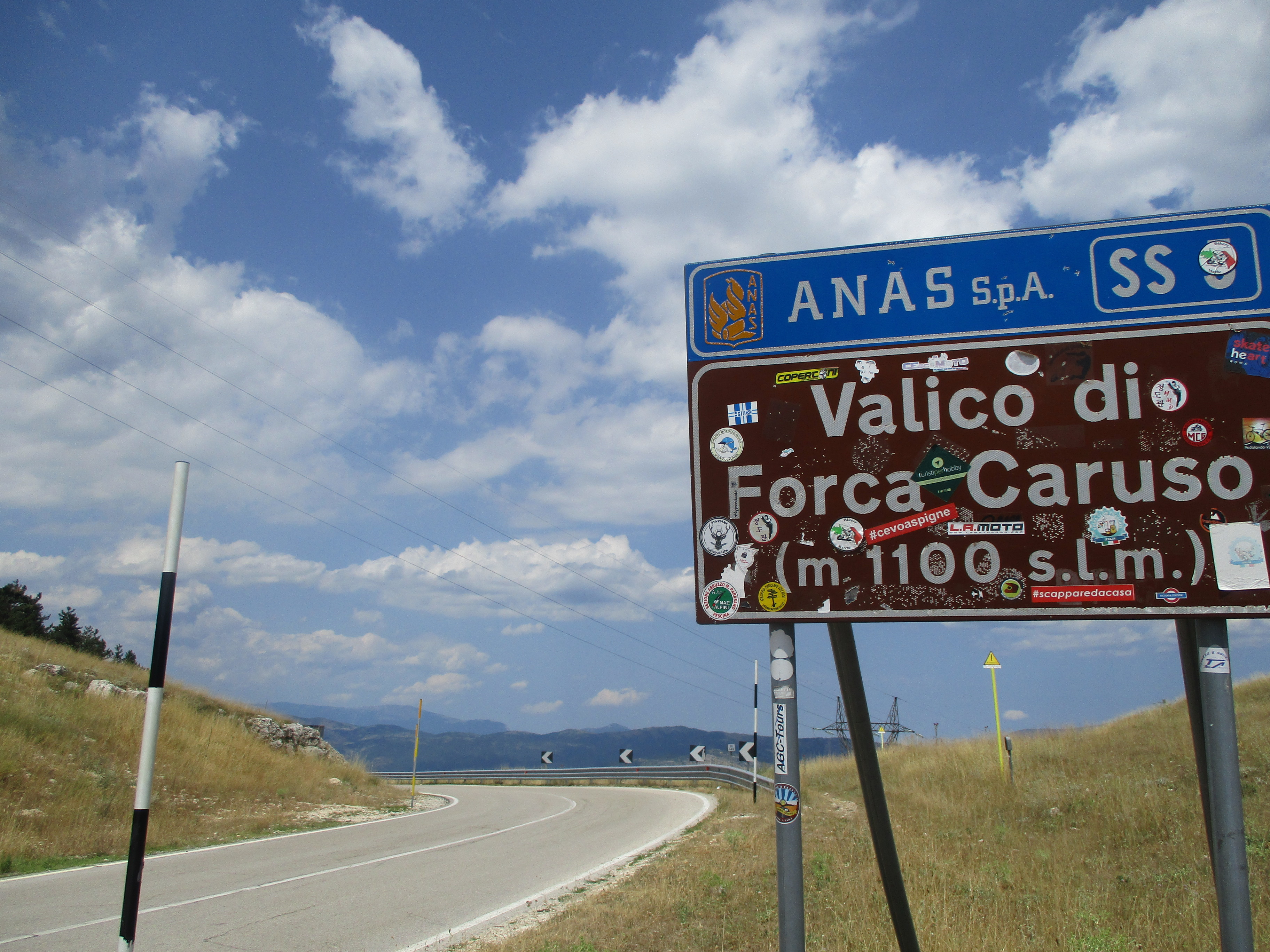
Il valico di Forca Caruso sulla strada statale 5 Via Tiburtina Valeria.

### Strade
La Valle Subequana è attraversata dalla strada statale 5 Via Tiburtina Valeria che collega Roma con Pescara passando per Avezzano e Sulmona e ricalcando l'antica via Tiburtina Valeria utilizzata in età romana. La strada, proveniente da Collarmele, giunge nella valle attraverso il valico di Forca Caruso (1 017 m s.l.m.) e lambisce i centri di Castel di Ieri, Castelvecchio Subequo e Molina Aterno prima di immettersi nella conca peligna attraversando le gole di San Venanzio nei pressi di Raiano.
A Molina, la strada statale 5 si interseca con la strada statale 261 Subequana che, attraversando la media valle dell'Aterno, collega l'altopiano con L'Aquila.
Il servizio di mobilità verso L'Aquila e Sulmona viene svolto dalla Società Unica Abruzzese di Trasporto con corse giornaliere.

### Ferrovie
Il territorio dispone, nei pressi di Molina Aterno, della stazione di Molina-Castelvecchio Subequo, posta sulla linea ferroviaria L'Aquila-Sulmona.

### Annotazioni
1. ↑  Il comune di Molina Aterno viene talvolta ricompreso nella valle dell'Aterno anziché nel territorio subequano propriamente detto. Viceversa, il toponimo Valle Subequana viene anche utilizzato impropriamente per indicare alcuni comuni facenti parte della valle dell'Aterno come Fagnano Alto, Fontecchio, Tione degli Abruzzi e Acciano.
2. ↑  Va specificato che toponimo Superaequum non compare in nessuna fonte scritta ma fu coniato in età moderna dai geografi umanisti partendo dalla radice etimologica del termine «superaequani» presente nelle opere di Plinio il Vecchio e Publio Ovidio Nasone.

### Fonti
1. 1 2 3   ISTAT, Dati al 31 dicembre 2019, su demo.istat.it. URL consultato il 27 novembre 2021.
2. 1 2  Touring Club Italiano, p. 242.
3. 1 2   Presidenza del Consiglio dei ministri, Censimento della popolazione del Regno d'Italia al 31 dicembre 1921 (PDF), XIV - Abruzzi e Molise, Roma, Istituto poligrafico dello Stato, 1927.
4. ↑   Tracce di millenni a Secinaro, Avezzano (AQ), Archeores, 2007.
5. ↑   Dalla necropoli Le Castagne le abitudini dei popoli antichi, in Il Centro, 12 agosto 2019. URL consultato il 28 novembre 2021.
6. ↑   Publio Ovidio Nasone, Fasti, III,  p. 95.
7. ↑   Strabone, Geografia, V,  p. 241.
8. ↑   Publio Ovidio Nasone, Amores, II,  p. 51.
9. ↑   Evandro Ricci, Ubicazione di Superaequum e spigolature peligne, Sulmona (AQ), D'Amato, 1984.
10. 1 2 3  Castelvecchio Subequo. La città dei superequani, p. 10.
11. 1 2  Castelvecchio Subequo. La città dei superequani, p. 11.
12. 1 2  Touring Club Italiano, p. 244.
13. 1 2   Attilio Zuccagni-Orlandini, Corografia fisica, storica e statistica dell'Italia e delle sue Isole, vol. 11, Firenze, Tipografia L'Insegna di Clio, 1844,  p. 937.
14. ↑  Castelvecchio Subequo. La città dei superequani, p. 13.